# G. Peter Scott
Godfrey Peter Scott, genannt Peter Scott, (* 1944; † 19. September 2023) war ein britischer Mathematiker.
Scott wurde 1968 bei Brian Joseph Sanderson an der University of Warwick promoviert (Some problems in topology). Er war Professor an der University of Liverpool und später an der University of Michigan.
Scott befasste sich mit der Geometrie und Topologie von dreidimensionalen Mannigfaltigkeiten und der zugehörigen Gruppentheorie (kombinatorische bzw. geometrische Gruppentheorie), speziell Kleinschen Gruppen und hyperbolischer Geometrie im Rahmen des Thurston-Programms. Er befasste sich auch mit Gruppen mit negativer Krümmung wie den Fundamentalgruppen geschlossener Flächen, mit Minimalflächen und der Geometrie von geodätischen Kurven auf Flächen.
Auf ihn geht der Satz über den kompakten Kern (engl.: Scott Core Theorem) zurück. Dieser besagt, dass jede 3-Mannigfaltigkeit {\displaystyle M} mit endlich erzeugter Fundamentalgruppe einen kompakten Kern hat, d. h. eine kompakte Untermannigfaltigkeit, deren Inklusion in {\displaystyle M} eine Homotopieäquivalenz ist. Bereits vorher hatte er bewiesen, dass endlich erzeugte 3-Mannigfaltigkeits-Fundamentalgruppen endlich präsentiert sein müssen.
1986 erhielt er den Senior Berwick Prize. Er war Fellow der American Mathematical Society.
Scott starb im September 2023 an einer Krebserkrankung.

## Schriften
- Compact submanifolds of 3-manifolds, Journal of the London Mathematical Society. Second Series 7 (2): 246–250 (Beweis des Satzes über den kompakten Kern)
- Finitely generated 3-manifold groups are finitely presented. J. London Math. Soc. (2) 6 (1973), 437–440.
- Subgroups of surface groups are almost geometric. J. London Math. Soc. (2) 17 (1978), no. 3, 555–565. (Definition von LERF-Gruppen)
- There are no fake Seifert fibre spaces with infinite π1. Ann. of Math. (2) 117(1983), no. 1, 35–70.
- mit J. Hass, Michael Freedman Closed geodesics on surfaces, Bull. London Mathematical Society, Band 14, 1982, S. 385–391
- mit Freedman, Hass: Least area incompressible surfaces in 3-manifolds. Invent. Math. 71 (1983), no. 3, 609–642.
- mit Meeks: Finite group actions on 3-manifolds. Invent. Math. 86 (1986), no. 2, 287–346.
- Introduction to 3-Manifolds, University of Maryland, College Park 1975
- The geometries of 3-manifolds, Bulletin London Mathematical Society, Band 15, 1983, S. 401–487 pdf
- mit Gadde A. Swarup: Regular neighbourhoods and canonical decompositions for groups, Société Mathématique de France, 2003